# Achille Dari
Achille Dari (Golasecca, 10 giugno 1912 – ...) è stato un calciatore italiano, di ruolo portiere.

## Carriera
In gioventù militò nel Lonate e nell'Arona; dopo aver giocato in Serie C con la Comense, passa al Lecco, sempre nella terza serie.
Nel 1936 passa all'Atalanta, con cui conquista una promozione in Serie A, categoria nella quale esordisce nella stagione 1937-1938.
Tuttavia il campionato si conclude con una retrocessione, e Dari viene ceduto nuovamente al Lecco.
Conclude la carriera in Serie C alla Pirelli di Milano.